# Tchagra
Tchagra is een geslacht van zangvogels uit de familie Malaconotidae (bosklauwieren).

## Soorten
Het geslacht kent de volgende soorten:
- Tchagra australis – Bruinkoptsjagra
- Tchagra jamesi – Somalische tsjagra
- Tchagra senegalus – Zwartkruintsjagra
- Tchagra tchagra – Kaapse tsjagra